# Stazione di Campo di Giove
La stazione di Campo di Giove è una stazione ferroviaria della ferrovia Sulmona-Isernia a servizio dell'omonimo comune.

## Storia

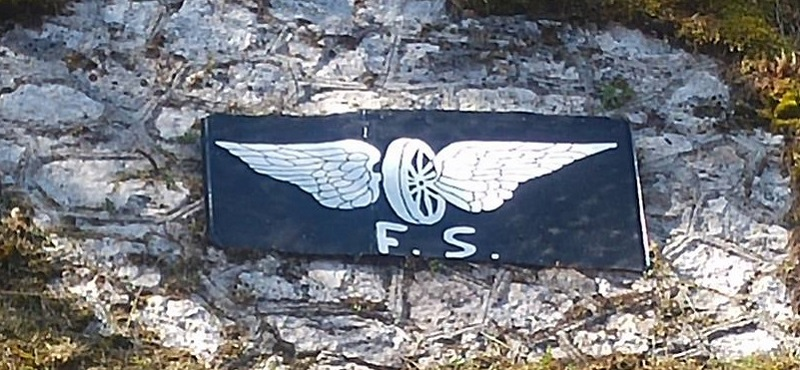
Il logo delle Ferrovie dello Stato Italiane del 1947 riprodotto in mezzo alla pineta situata di fronte al fabbricato viaggiatori della stazione di Campo di Giove

La stazione di Campo di Giove venne attivata il 18 settembre 1897, in concomitanza con l'inaugurazione della tratta Cansano-Isernia.
Durante la seconda guerra mondiale la stazione fu danneggiata dagli eventi bellici insieme ad altre presenti sulla linea ferroviaria. Le strutture danneggiate vennero ricostruite e l'esercizio ferroviario riprese il 10 dicembre 1947.
A partire dall'11 dicembre 2011, data di sospensione del servizio ordinario sulla tratta da Sulmona a Castel di Sangro, la stazione non è più servita da alcun treno che effettua il servizio viaggiatori.
Nel 2014 l'intera linea ferroviaria è stata riaperta da Fondazione FS Italiane e dall'associazione Le Rotaie come ferrovia turistica; pertanto a partire da tale anno la stazione è servita dai treni turistici almeno una volta a settimana.

## Strutture e impianti
La stazione di Campo di Giove è gestita da Rete Ferroviaria Italiana, che la colloca nella categoria "Bronze". Il fabbricato viaggiatori si sviluppa su due livelli ed è tinteggiato di bianco e di arancione. Il piano terra contiene l'atrio, la biglietteria, la sala d'attesa, il deposito bagagli nella stanza del magazzino, la lampisteria, la sala relè nell'ex stanza di ristoro e l'ufficio movimento del Dirigente Locale, mentre il piano superiore è abitato da privati.
Il piazzale è dotato di due binari più un binario tronco. Nel dettaglio:
- Binario 1: è il binario di precedenza (è il binario di tracciato deviato);
- Binario 2: è il binario di corsa (è il binario di corretto tracciato);
- Binario tronco: veniva utilizzato per lo scalo merci; viene utilizzato occasionalmente come binario di sosta per i treni addetti alla manutenzione della ferrovia.

I binari 1 e 2 sono separati da una banchina mediana, cui vi si accede attraversando una passerella ferroviaria. Alle estremità di tale banchina vi sono due colonne idrauliche che venivano utilizzate in passato per rifornire di acqua i tender delle locomotive a vapore che vi circolavano. Tali colonne idrauliche venivano, a loro volta, rifornite da un serbatoio idrico situato all'interno di un edificio adiacente al fabbricato viaggiatori (lato Sulmona). Il serbatoio idrico si trova racchiuso nell'edificio per proteggere l'acqua dalle brusche variazioni di temperatura che si verificano in quei luoghi durante la stagione invernale. La funzionalità delle colonne idrauliche della stazione è stata ripristinata nel 2017, assieme ad altre di altri tre scali ferroviari ubicati lungo la linea.
In passato, l'impianto era utilizzato per gli incroci ferroviari.
Vicino alla stazione, proseguendo in direzione di Isernia, vi è il casello ferroviario n. 31.

## Movimento

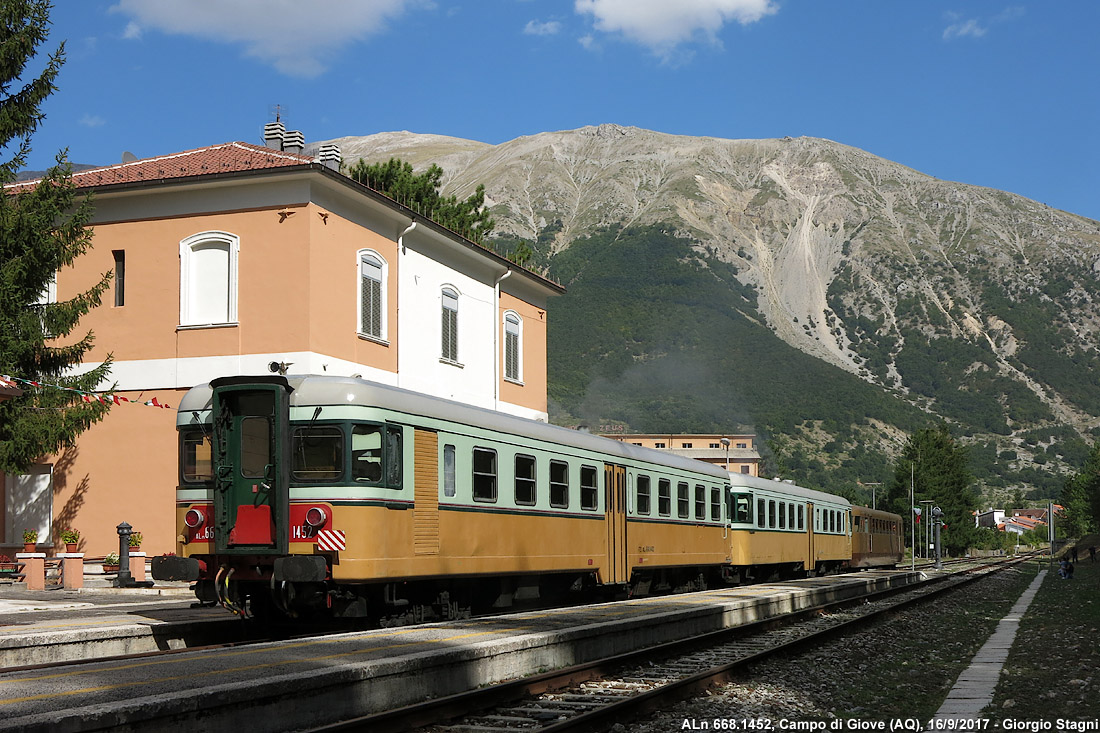
Un treno turistico in sosta presso la stazione di Campo di Giove

Al 2007, l'impianto risultava frequentato da un traffico giornaliero medio di 26,5 persone.
Durante il 2011, nei giorni feriali la stazione era servita da due coppie giornaliere di treni regionali di Trenitalia. Nei giorni festivi circolava una sola coppia. L'11 dicembre è stato sospeso il servizio ordinario sulla Sulmona-Castel di Sangro, per cui la stazione risulta chiusa al servizio viaggiatori regolare. Al suo posto è stato attivato un servizio autosostitutivo che collega Sulmona con Roccaraso, escludendo però questo scalo oltre agli impianti di Campo di Giove Maiella, Palena e Rivisondoli-Pescocostanzo, in quanto non attraversati dalla strada statale 17, percorsa dai bus.
Il 17 maggio 2014 la tratta da Sulmona a Castel di Sangro è stata riaperta come ferrovia turistica da Fondazione FS Italiane, la quale ha avviato, in collaborazione con l'associazione Le Rotaie, un progetto per il rilancio dei convogli sull'intera linea ferroviaria. Tutti i fine settimana vi transitano quindi dei treni turistici e occasionalmente dei rotabili addetti alla manutenzione ordinaria della ferrovia.

## Servizi
La stazione dispone dei seguenti servizi:
- Biglietteria a sportello
- Sala d'attesa
- Servizi igienici
- Deposito bagagli
- Parcheggio per auto